# Улькен-Барак
Улькен-Барак (каз. Үлкен Барақ) — пересыхающее озеро в Фёдоровском районе Костанайской области Казахстана. Находится к юго-востоку от села Первомайское.
По данным топографической съёмки 1958 года, площадь поверхности озера составляет 4,41 км². Наибольшая длина озера — 2,8 км, наибольшая ширина — 1,9 км. Длина береговой линии составляет 9,1 км, развитие береговой линии — 1,22. Озеро расположено на высоте 207,1 м над уровнем моря.